# このはな綺譚
『このはな綺譚』（このはなきたん）は、天乃咲哉による日本の漫画作品およびアニメ。『コミック百合姫S』（一迅社）のVol.9にて『此花亭奇譚』（このはなていきたん）として連載開始。その後、作者が『月刊ドラゴンエイジ』で連載していてアニメ化が控えていた『GOSICK -ゴシック-』との兼ね合いと、家族の体調不良により、コミック百合姫S Vol.14掲載分から休載。
同号をもって『百合姫S』は廃刊となったが、『月刊コミックバーズ』（現・月刊バーズ、幻冬舎コミックス）の2015年2月号より『このはな綺譚』と改題のうえで連載が再開された。2018年8月より、月刊バーズの休刊により「デンシバーズ」での連載に移行。（デンシバーズは2019年1月15日から新サイト『comicブースト』へ移行）混同しやすいがタイトルの漢字は、此花亭奇譚は「奇」、このはな綺譚は「綺」を用いる。

## あらすじ
八百比丘尼に拾われ育てられた野狐（狐っ娘）の柚は、社会勉強のために高級温泉旅館・此花亭の仲居となる。
柚は個性的な先輩仲居たちと日常を過ごす中で彼女らの優しさに触れ、また此花亭を訪れる様々な神様が織りなす摩訶不思議なできごとを体験していく。

## 登場人物

### 此花亭の従業員
柚（ゆず）
声 - 大野柚布子
本作の主人公。明るい茶色(ベージュに近い)の長髪で、頭頂部に短い一束のアホ毛がある。
幼い頃、雪の中に1人で埋もれているところを比丘尼に拾われて彼女に育てられたが、社会勉強や教養を身に着けるため、此花亭で仲居として働いている。
少しドジだが、優しく素直かつ純粋で前向きな性格。比丘尼に育てられたため人間の知識が豊富で、古事記を読破しているなど博学でもある。
皐（さつき）
声 - 秦佐和子
柚の新人時代の教育係で、彼女の憧れの先輩であり相棒。青紫色の長髪。
責任感が強く真面目な性格。暗闇が苦手。
此花亭に奉公に行くはずだった柊の代わりに此花亭に来たが、自身は柊のように巫女になりたいと思っている。
当初の予定では物語終盤に柚と恋仲になる予定だったが、そうなる前に連載が中断してしまった（「百合姫S」の付録小冊子より）。
本人曰く、桐は「長年の悪友」。
棗（なつめ）
声 - 諏訪彩花
髪は茶色で短髪。
男物の着物とステテコを着用、見た目や体つき、性格や言動が全てがボーイッシュ。一人称は「ボク」。
蓮とは幼馴染。蓮は棗が自分の想いには気付いていないと思っているが、実際には棗も蓮には特別な想いを抱いている様子である。
柚の事は「ゆんたん」と呼ぶ。
蓮（れん）
声 - 久保田梨沙
髪は薄いピンク色でやや巻毛。
お洒落やファッションについて明るく、裁縫が得意。
「優雅でいること」をモットーとしているが、表に出ない“心の声”では罵詈雑言を吐いている。
幼い頃に男の子にいじめられた影響で今でも男が苦手。
棗とは幼馴染で彼女のことは「なっちゃん」と呼び、彼女に恋心を抱いている。
櫻（さくら）
声 - 加隈亜衣
髪色長髪でサイドでリボンを結んでいる。
寡黙だが好奇心旺盛でいたずら好き。柚よりもさらに幼い子狐。飯綱を使役して掃除や洗濯などの雑務をこなしている。
幼い頃、母である八重に連れられて此花亭に来た際に新人時代の桐と出会った。
桐（きり）
声 - 沼倉愛美
此花亭の仲居頭。煙管と酒を好む。櫻と同室。
ひょうひょうとして食えない性格だが、仲居頭として柚を始め他の仲居たちのことを常に気遣って配慮している。
皐とは昔（新人仲居時代）からの馴染み（腐れ縁）。
実家は荼枳尼天に仕える眷属で、自身も眷属の仕事の経験がある。幼いうちから知恵者で荼枳尼天にも一目置かれていたが、後継ぎとなることが期待される弟が生まれた際に「手のかからない大人にとって都合のいい子供」でいることを求められたことで実家にいづらくなり、此花亭に奉公に来た。
新人時代から有能な仲居だったが、経験不足で至らない部分をよく八重に助けられた。
椿（つばき）
声 - 緒方恵美
此花亭を仕切る女将。比丘尼とは古くからの知り合い。少なくとも数百年は生きている模様。
普段は仲居たちとは違い、狐そのものの顔貌をしているが、“化粧”をすると柚達同様狐娘の顔になる。
仲居にセクハラを働いた客に対して容赦ない態度を取った。
狐の顔の時、眉間に炎のような紋様がある。
幼い頃、ウカノミタマの元で眷属として働いていたことがあり、その時未来から“神の道”に迷い込んできた柚に出会ったことがある。
梢（こずえ）
声 - 中村桜
眼鏡をかけた此花亭の料理人でかつて椿と同僚の眷属だった。
水木（みずき）
4巻で初登場。桐の新人時代の仲居頭。
梓（あずさ）、撫子（なでしこ）
4巻で初登場。2人共桐の新人時代の同僚の先輩仲居。
青葉（あおば）
8巻で初登場。桐の新人時代の同僚の先輩仲居。

### 稲荷神社の従業員
柊（ひいらぎ）
声 - 池辺久美子
皐の姉。髪は銀色で瞳は水色。一人称は「俺」。本格的な登場はこのはな綺譚2巻が初。
自由奔放な性格。本来此花亭へ奉公へ行くところを資質に問題があり、歌や踊りには秀でていたため巫女になり、代わりに巫女になるのを夢見ていた皐が此花亭の仲居になった。
その経緯もあって2人は犬猿の仲だが、本当はお互いの才能を認め合っている。
菖（あやめ）
声 - 持月玲依
柊の同僚の巫女。髪と瞳は黒。眼鏡をかけている。このはな綺譚2巻で初登場。
柊と皐の経緯を知っており、2人の関係を面白がっている節がある。
このはな綺譚5巻では柊とともにモモの教育係になったが、ことあるごとにモモをハリセンで叩き厳しいしごきを楽しんでいる“ドS”な性格。
桃（モモ）
5巻で初登場。神社で働く新米巫女で、蓮の妹。
仕事を覚えるのが遅く、ミスばかりするのでしょっちゅう教育係のあやめにハリセンで叩かれている。
美少女を自称していたり、空気が読めない言動をするため、同僚の巫女たちからはウザいと思われ、本人が無自覚のうちに無視されるといういじめを受けていたが、厳しく教育するあやめに歯向かったことで肝が据わっていると同僚たちから一目置かれるようになる。
姉である蓮のことを「お姉ちゃま」と呼ぶなど、強い愛情を抱いている。

#### ウメ
6巻で初登場。神社で働く新米巫女。面倒見が良く、同期従業員であるモモの面倒をみる係となっている。自己評価として、「自分がいないとダメな人が好き」と言っている。世話焼きの欲を満たすウメを”逸材”と評す一方で、人に合わせがちな自分にはない、自分の道理を貫くモモの姿勢を素直にすごいと認めている。

#### 牡丹（ボタン）
柊、菖に次ぐ巫女のナンバー3。生真面目な性格だがマゾ寄りの性癖を持ち、菖にしごかれるモモを見て羨ましがる。責任感が強くモモを教育しようと奔走するが振り回されがち。後輩に慕われている。

#### 明日葉、楪
牡丹の後輩でモモ、ウメの先輩。

### その他
瓜乃介（うりのすけ）
声 - 加隈亜衣
櫻が拾った卵から孵った獏の子供。このはな綺譚1巻で初登場。アニメでは4話で初登場。
名づけ親は棗で、見た目がイノシシの子供（ウリ坊）に見えることから。
たまに仲居達の夢を食べているが、彼女たちは獏だとは気付いておらず、ウリ坊だと思っている。
お菊（おきく）
声 - 渡辺明乃
喋ったり動いたり髪が伸びたりする“呪いの人形”。このはな綺譚2巻で初登場。名前は日本人形という雰囲気だけで棗が勝手に付けた。
有名な職人が作った精巧な日本人形だったが、元の持ち主に不気味だと疎まれたことで呪いの人形化した。
供養を頼まれた和尚が此花亭に持ち込んだが、仲居達と打ち解け、そのまま此花亭に住み着いている。
蓮が作った給仕服に着せ替えられ、髪も縦ロールのツインテールになっている。
此花亭に来た当初、櫻に髪を鋏で無残に切られてから彼女のことが苦手。
八百比丘尼（やおびくに）
声 - 大原さやか
雪に埋もれていた柚を拾い、育てた尼。此花亭の女将とは古い知り合いで、そのつてで柚を此花亭に託した。
八重（やえ）
4巻で初登場。桐が新人仲居時代に此花亭に通っていた芸者で、櫻の母。
非常に機転が利き、芸者と仲居という職業の枠を越えて新人時代の桐を何度も助けた。
現在では故人となっており、事情は８、９巻にて描かれる。
文豪さん（ぶんごうさん）
声 - 天乃咲哉
此花亭の常連客。常に狐のお面を着けている。比較的長期間、連続して逗留しているらしい。
自称「作家」だが、ペンネームや作品については仲居たちにも秘密にしている。
主に単行本（「此花亭奇譚」の新装版は除く）のカバー下のおまけ漫画に登場し、作者自身の体験や本音が、文豪さんの姿を通して語られていたが、3巻のカバー裏で正式に文豪さん＝作者だと明言された。テレビアニメ版でも作者本人がアフレコを担当している。
リリィ
声 - 前田玲奈
お菊が街で拾った人形。お菊とは違い持ち主にかわいがって貰っていた。お菊と別れて人間界に戻り、持ち主に再会することができた。
宇迦之御魂神（うかのみたまのかみ）
声 - 桑島法子
女神。いわゆる「お稲荷様」本人。過去に迷い込んだ柚の話から温泉旅館の経営を思い付く。
柳
声 - 大空直美
宇迦之御魂神の眷属。
礼（あや）
声 - 上田麗奈
此花亭近くの海岸で漂着していた少女。
癖というほど嘘を付くが、それには訳ありのよう。テレビアニメ版では7話に登場し、最終的には絵本作家になる。
アニメ版での衣装は陸上競技用のような臍出しのシャツにショートパンツとラフであり、本人は意識してないのだろうが胸の谷間が強調されている。
原作では苗字が「長谷川」となっているが、アニメ版の作家としての名義は「まつもと礼」となっている。

## 用語
此花亭（このはなてい）
あの世とこの世の間にある宿場町にある温泉宿。
宇迦之御魂神が、未来から来た柚が温泉旅館の仲居だと聞き、思い付きで温泉を掘り湯治場として建てたのが始まり。
当初は宇迦之御魂神が招いた知り合いの神々が利用していたが、今では神様の他迷い込んだ人間、人ならざる者など様々な客が訪れる。
格式が非常に高く、一見さんはお断り。常連客、招待客、あるいは「手形」を持つ客のみが宿泊できる。
仲居はみな少女の姿をした狐。かつては眷属の中から選ばれていたが、桐の新人時代で、元眷属だったのは既に椿と梢の2人だけになっていた。

狐
本作のメインキャラクター達は少女の姿をした狐である。第11巻で初めて語られた設定によると、現世を訪れた場合は動物としての姿に見え、生物学的なキツネと外見が似てはいるが、「霊狐」「野干（やかん）」と呼ばれる異なった存在。
劇中では中高年以上の狐は男女問わず動物の顔で描かれる事も多いが、化粧で容易に人間の顔に変わる描写もある。現世でも霊感の強い者には依然人型に見え、普段の姿が民間伝承の狐のように人間に化けた状態という訳ではなく、知覚の問題である。

## 書誌情報

### 此花亭奇譚
| 巻数       | 初版発行日    | ISBN              |
| ---------- | ------------- | ----------------- |
| 1          | 2010年2月1日  | 978-4-7580-7071-3 |
| 2          | 2010年9月1日  | 978-4-7580-7106-2 |
| 新装版・上 | 2015年5月24日 | 978-4-344-83435-4 |
| 新装版・下 | 2015年6月24日 | 978-4-344-83457-6 |

1巻と新装版・上、2巻と新装版・下は収録されている話はそれぞれ同一だが、1,2巻にあるカバー下のおまけ漫画とあとがきは新装版には無く、新装版には1話ずつ描き下ろしが収録されている。

### このはな綺譚
| 巻数 | 初版発行日     | ISBN              |
| ---- | -------------- | ----------------- |
| 1    | 2015年4月24日  | 978-4-344-83416-3 |
| 2    | 2015年10月24日 | 978-4-344-83542-9 |
| 3    | 2016年3月24日  | 978-4-344-83669-3 |
| 4    | 2016年10月24日 | 978-4-344-83821-5 |
| 5    | 2017年3月24日  | 978-4-344-83943-4 |
| 6    | 2017年9月23日  | 978-4-344-84054-6 |
| 7    | 2018年6月24日  | 978-4-344-84179-6 |
| 8    | 2019年1月24日  | 978-4-344-84371-4 |
| 9    | 2019年8月24日  | 978-4-344-84474-2 |
| 10   | 2020年3月24日  | 978-4-344-84622-7 |
| 11   | 2020年9月24日  | 978-4-344-84707-1 |
| 12   | 2021年3月24日  | 978-4-344-84822-1 |
| 13   | 2021年12月24日 | 978-4-344-84956-3 |
| 14   | 2022年9月24日  | 978-4-344-85109-2 |
| 15   | 2023年7月24日  | 978-4-344-85199-3 |
| 16   | 2024年8月23日  | 978-4-344-85387-4 |

## テレビアニメ
2017年3月24日発売の単行本5巻の帯にて『このはな綺譚』のアニメ化が発表され、同年10月より12月までAT-X・TOKYO MX・カンテレ・BS11にて放送された。原作の『此花亭奇譚』と『このはな綺譚』から話を抜粋、主に原作2話分をアニメの1話分として調整し、春夏秋冬の順番で並べ替えた構成となっている。

### スタッフ
- 原作 - 天乃咲哉[6]
- 監督 - 岡本英樹[6]
- 助監督 - 高橋亨
- シリーズ構成・脚本 - 吉岡たかを[6]
- キャラクターデザイン・総作画監督 - 黒澤桂子[6]
- プロップデザイン - 吉田みずき
- 美術設定 - 須江信人、志和史織
- 美術監督 - 横山淳史
- 色彩設計 - 柳澤久美子
- 撮影監督 - 芹澤直樹
- 編集 - 坂本雅紀
- 音響監督 - 本山哲
- 音楽 - 菊地創[11]
- 音楽制作 - ランティス
- 音楽プロデューサー - 吉江輝成、佐藤純之介
- プロデューサー - 大貫一雄、河本紗知、神部宗之、吉江輝成、飯塚彩、納谷僚介、青木絵理子、岡村直哉、河合雅文
- アニメーションプロデューサー - 比嘉勇二
- アニメーション制作 - Lerche[6]
- 製作 - このはな綺譚製作委員会（GAGA、KADOKAWA、GENCO、ランティス、エー・ティー・エックス、スタジオマウス、メモリーテック、DeNA、メロンブックス）

### 主題歌
「ココロニツボミ」
オープニングテーマ。作詞はriya、作曲・編曲は菊地創、歌はeufonius。
「春ウララ、君ト咲キ誇ル」
第1話 - 第3話のエンディングテーマ。作詞はこだまさおり、作曲は山田高弘、編曲は齋藤真也、歌は柚（大野柚布子）、皐（秦佐和子）、棗（諏訪彩花）、蓮（久保田梨沙）、櫻（加隈亜衣）、桐（沼倉愛美）からなる「此花亭仲居の会」。
「夏咲き恋花火」
第4話 - 第6話のエンディングテーマ。作詞はこだまさおり、作曲は山田高弘、編曲は齋藤真也、歌は棗（諏訪彩花）、蓮（久保田梨沙）。
「茜空、君舞フ紅葉ノ散歩道」
第7話 - 第9話のエンディングテーマ。作詞はこだまさおり、作曲は山田高弘、編曲は齋藤真也、歌は櫻（加隈亜衣）、桐（沼倉愛美）。
「雪華煌めく家路にて」
第10話 - 第11話のエンディングテーマ。作詞はこだまさおり、作曲は山田高弘、編曲は齋藤真也、歌は柚（大野柚布子）、皐（秦佐和子）。
「四時・草の縁」
第12話のエンディングテーマ。作詞はriya、作曲・編曲は菊地創、歌は柚（大野柚布子）。

### 各話リスト
| 話数     | サブタイトル         | 絵コンテ           | 演出                  | 作画監督                                                                                   |
| -------- | -------------------- | ------------------ | --------------------- | ------------------------------------------------------------------------------------------ |
| 第一話   | さくやこのはな       | 岡本英樹           | 岡本英樹              | 黒澤桂子                                                                                   |
| 第二話   | 春の旅路             | 高橋亨             | 高橋亨                | 山本由美子、松本純平、黒澤桂子                                                             |
| 第三話   | 恋待ち焦がれ         | きむらシンいちろう | きむらシンいちろう    | 星野真澄、安形佳己、難波聖美、佐藤綾子                                                     |
| 第四話   | 夢の浮き橋           | 鈴木行             | 福井洋平              | 山本由美子、難波聖美、安形佳己、樋口博美 佐藤綾子、吉田みずき、黒澤桂子                    |
| 第五話   | 梅雨（ばいう）送りし | 高橋亨             | 鈴木拓磨              | 安形佳己、山本由美子、樋口博美 黒澤桂子、成川多加志、佐藤綾子 星野真澄、難波聖美、小沼克介 |
| 第六話   | 此花亭怪談           | きむらシンいちろう | きむらシンいちろう    | 山本由美子、安形佳己、樋口博美 河野のぞみ、成川多加志、難波聖美                            |
| 第七話   | 夏祭りの夜           | 岡本英樹           | 久保山英一            | 樋口博美、松本純平、成川多加志、難波聖美 安形佳己、星野真澄、牛ノ濱由惟                    |
| 第八話   | かりそめの訪客       | 奥村よしあき       | 鈴木芳成              | 樋口博美、山本由美子、安形佳己、星野真澄 難波聖美、河野のぞみ、成川多加志                  |
| 第九話   | 泡沫（うたかた）の…  | きむらシンいちろう | きむらシンいちろう    | 樋口博美、山本由美子、安形佳己、星野真澄 難波聖美、河野のぞみ、成川多加志                  |
| 第十話   | 姉上襲来             | 高橋亨             | 高橋亨                | 樋口博美、山本由美子、安形佳己、星野真澄 難波聖美、河野のぞみ、成川多加志                  |
| 第十一話 | 神様の休日           | 鈴木行             | 鈴木拓磨 奥村よしあき | 樋口博美、山本由美子、安形佳己、星野真澄 難波聖美、河野のぞみ、成川多加志                  |
| 第十二話 | 大晦日の奇跡         | 岡本英樹           | 岡本英樹              | 河野のぞみ、樋口博美、安形佳己、山本由美子 難波聖美、成川多加志、星野真澄、黒澤桂子        |

### 放送局
| 放送期間                 | 放送時間                     | 放送局     | 対象地域   | 備考                                 |
| ------------------------ | ---------------------------- | ---------- | ---------- | ------------------------------------ |
| 2017年10月4日 - 12月20日 | 水曜 20:00 - 20:30           | AT-X       | 日本全域   | 製作参加 / CS放送 / リピート放送あり |
| 2017年10月5日 - 12月21日 | 木曜 0:00 - 0:30（水曜深夜） | TOKYO MX   | 東京都     |                                      |
| 2017年10月6日 - 12月22日 | 金曜 0:00 - 0:30（木曜深夜） | BS11       | 日本全域   | BS放送 / 『ANIME+』枠                |
|                          | 金曜 2:25 - 2:55（木曜深夜） | 関西テレビ | 近畿広域圏 |                                      |

| 配信開始日     | 配信時間                     | 配信サイト |
| -------------- | ---------------------------- | --- |
| 2017年10月6日  | 金曜 0:00 - 0:30（木曜深夜） | AbemaTV |
|                | 金曜 12:00 -                 | dアニメストア |
| 2017年10月7日  | 土曜 23:30 -                 | ニコニコ動画 |
| 2017年10月13日 | 金曜 更新                    | GYAO! J:COMオンデマンド ビデオパス Amazonビデオ AbemaTV DMM.com ビデオマーケット ムービーフルPlus HAPPY!動画 PlayStation Store あにてれ |

### BD / DVD
| 巻           | 発売日         | 収録話          | 規格品番   | 規格品番   |
| 巻           | 発売日         | 収録話          | BD         | DVD        |
| ------------ | -------------- | --------------- | ---------- | ---------- |
| 第一巻〜春〜 | 2017年12月22日 | 第1話 - 第3話   | ZMXZ-11811 | ZMBZ-11821 |
| 第二巻〜夏〜 | 2018年1月24日  | 第4話 - 第6話   | ZMXZ-11812 | ZMBZ-11822 |
| 第三巻〜秋〜 | 2018年2月23日  | 第7話 - 第9話   | ZMXZ-11813 | ZMBZ-11823 |
| 第四巻〜冬〜 | 2018年3月28日  | 第10話 - 第12話 | ZMXZ-11814 | ZMBZ-11824 |

### Web番組
2017年9月6日から9月30日までニコニコチャンネルにてメインキャスト6人が出演する特番『狐っ娘たちのおもてなし』が配信された。BD / DVDに再録。
2017年10月9日から2018年4月27日まで音泉にてWebラジオ『らじお 此花亭へようこそ』が配信された。2017年10月9日から2018年2月5日まで毎週月曜更新、2018年2月9日から2018年4月27日まで毎週金曜更新。パーソナリティは柚役の大野柚布子と皐役の秦佐和子。

### 公式ガイドブック
TVアニメ「このはな綺譚」公式ガイドブック
2018年3月28日発売、2018年3月31日第1刷発行、発行:幻冬舎コミックス、発売:幻冬舎、978-4-344-84167-3、A4版
内容は、イラストギャラリー、キャラクター紹介、キャスト対談・コメント、物語案内、スタッフインタビュー(岡本英樹(監督)×吉岡たかを(シリーズ構成)×大貫一雄(プロデューサー)、黒澤桂子(キャラクターデザイン・総作画監督))、スタッフコメント、設定資料集、特別漫画等。特別漫画は月刊バーズ2018年2月号に掲載された漫画「このはな綺譚 文豪さんの日々 アニメ完結記念特別編」の全8ページのうちの前半4ページと、その続きの描きおろし1ページ。